# Instituto Internacional de Historia Social
El Instituto Internacional de Historia Social (holandés: Internationaal Instituut voor Sociale Geschiedenis, abreviatura: IISG) es un instituto de investigación histórica situado en Ámsterdam. Fue fundado en 1935 por Nicolaas Posthumus. El IISG es parte de la Real Academia Holandesa de Artes y Ciencias.
Fue fundado como nueva localización para documentos relativos a los movimientos sociales, particularmente el movimiento obrero, después de que la toma de poder de los nazis en Alemania convirtiera dicho país en un lugar inadecuado para su salvaguarda; Moscú no fue considerada una alternativa segura, debido en gran parte al modelo de la Unión Soviética de "competición socialista".
El instituto es uno de los mayores centros del mundo para documentación e investigación sobre historia social. Entre los objetos en su custodia se incluyen los relativos a Karl Kautsky, Augustin Souchy, Georg von Vollmar, Friedrich Adler, Max Nettlau, Alexander Berkman, Emma Goldman, León Trotski (seis metros continuos de material), Wolfgang Abendroth y Wolfgang Harich, así como los archivos del Partido Social-Revolucionario de Rusia (1834-1934). Los objetos relativos a los luchadores anarquistas y trotskistas en la guerra civil española son también numerosos. Además, el archivos de la Confederación Internacional de Organizaciones Sindicales Libres (214 metros de material) también se encuentra en el IISG.

## Publicaciones
El IISG publica actualmente, entre otros, los periódicos International Review of Social History (en cooperación con Cambridge University Press), Social'naja istorija. Ezhegodnik, Tijdschrift voor Sociale en Economische Geschiedenis y Jaarboek voor Vrouwengeschiedenis.

## Conferencias
El IISG organiza de forma bianual la Conferencia Europea de Historia Social.